# Maximilian Mechler
Maximilian Mechler (Isny im Allgäu, 3 januari 1984) is een Duitse voormalig schansspringer.

## Carrière
Mechler maakte zijn wereldbekerdebuut op 1 januari 2000 in Garmisch-Partenkirchen. Drie jaar later scoorde hij in Sapporo zijn eerste wereldbekerpunten, een dag later behaalde hij zijn eerste toptienklassering in een wereldbekerwedstrijd. Op 31 augustus 2003 boekte de Duitser in Innsbruck zijn eerste grand-prix zege. In december 2003 stond hij in Trondheim voor de eerste maal in zijn carrière op het podium van een wereldbekerwedstrijd.
Op de wereldkampioenschappen skivliegen 2004 in Planica eindigde Mechler als dertigste. In Vikersund nam hij deel aan de wereldkampioenschappen skivliegen 2012. Op dit toernooi eindigde hij op de drieëntwintigste plaats, samen met Andreas Wank, Richard Freitag en Severin Freund veroverde hij de zilveren medaille in de landenwedstrijd.

## Resultaten

### Wereldkampioenschappen skivliegen
| Jaar | Plaats    | Resultaten             |
| ---- | --------- | ---------------------- |
| 2004 | Planica   | 30e K185               |
| 2012 | Vikersund | 23e HS225 · Team HS225 |

### Wereldbeker

#### Eindklasseringen
| Seizoen   | Algm | SV  | 4S  | NT  |
| --------- | ---- | --- | --- | --- |
| 1999/2000 | –    | –   | 66e | –   |
| 2002/2003 | 46e  | –   | 48e | –   |
| 2003/2004 | 27e  | –   | 11e | 34e |
| 2004/2005 | 46e  | –   | 26e | 44e |
| 2005/2006 | –    | –   | 48e | 72e |
| 2006/2007 | –    | –   | 55e | –   |
| 2008/2009 | 75e  | –   | –   | –   |
| 2009/2010 | 74e  | 37e | 52e | –   |
| 2010/2011 | 58e  | 45e | 45e |     |
| 2011/2012 | 27e  | 29e | 23e |     |
| 2012/2013 | 43e  | 29e | 39e |     |

### Grand-Prix

#### Eindklasseringen
| Jaar | Plaats |
| ---- | ------ |
| 2003 | 6e     |
| 2010 | 30e    |
| 2011 | 38e    |
| 2012 | 53e    |
| 2013 | 37e    |

#### Grand-Prix zeges
| Datum            | Plaats    | Onderdeel |
| ---------------- | --------- | --------- |
| 31 augustus 2003 | Innsbruck | K120      |